# Phare de Scituate
Le vieux phare de Scituate (en anglais : Old Scituate Light) est un phare actif situé dans la ville côtière de Scituate dans le Comté de Plymouth (État du Massachusetts).
Il est inscrit au Registre national des lieux historiques depuis le 15 juin 1987 .

## Histoire
En mai 1810, le gouvernement américain affecta 4.000 dollars à la construction d’un phare à l’entrée du port de Scituate. Le phare a été achevé deux mois avant la date prévue, le 19 septembre 1811, ce qui en fait le onzième phare des États-Unis. En septembre 1814, pendant la guerre anglo-américaine, Rebecca et Abagail Bates ("American Army of Two (en)") repoussèrent une attaque de soldats britanniques en jouant du violon et du tambour. Les Britanniques se sont retirés, car ils pensaient que le son provenait de la milice de la ville de Scituate.
En 1850, le phare a été retiré du service en raison de la construction du phare de Minot's Ledge. Il a été remis en service en 1852, après qu'une tempête ait détruit le premier feu de Minot's Ledge, et il a reçu une nouvelle lentille de Fresnel en 1855. En 1860, la lumière a de nouveau été mise hors service après la construction de la deuxième tour de Minot's Ledge. Au cours des 60 années suivantes, le phare est tombé en ruine.

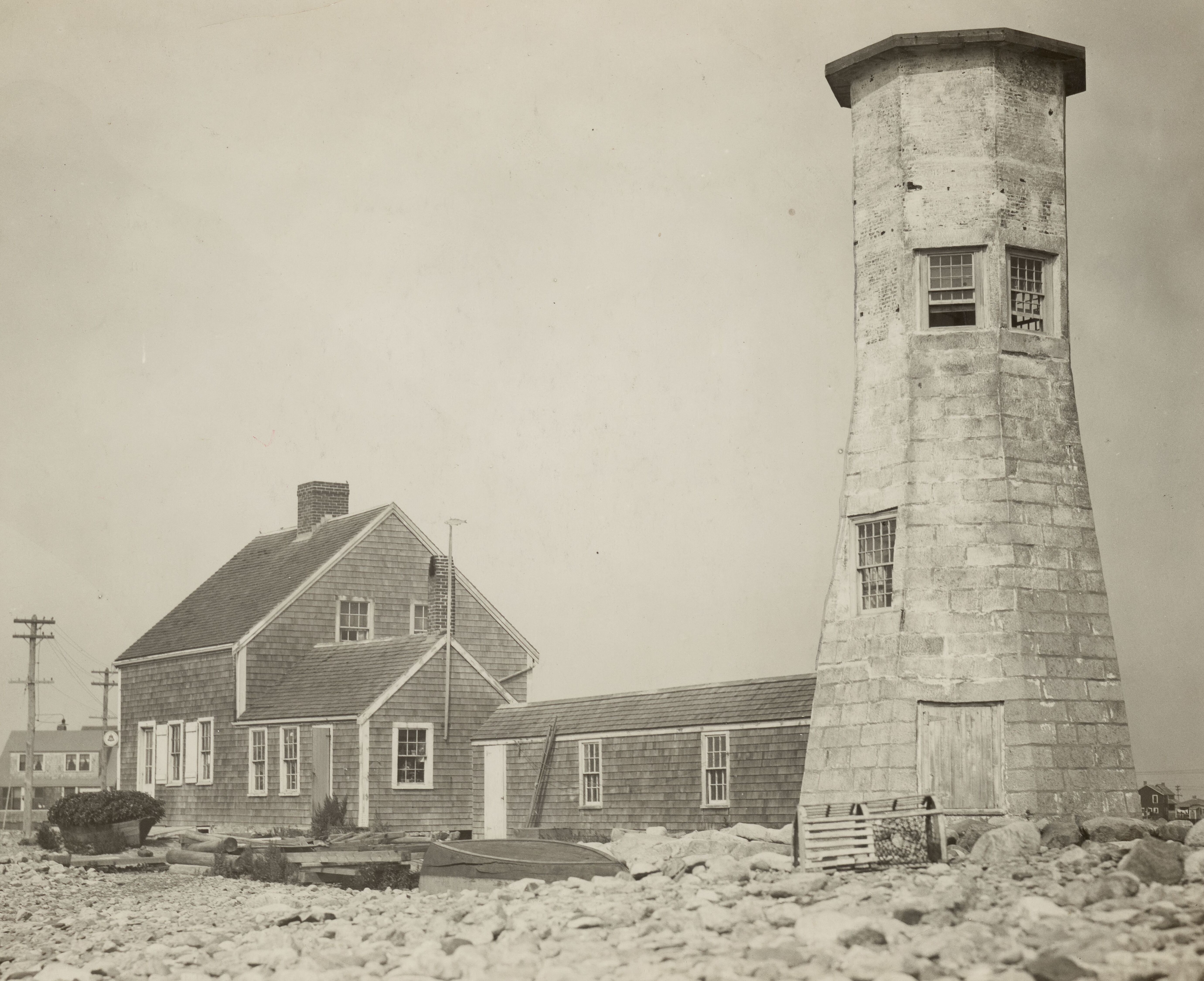
1927

En 1916, le phare fut mis en vente et en 1917, il fut acheté par la ville de Scituate pour 4.000 $. En 1930, une nouvelle réplique de lanterne a été ajoutée. En 1962, le phare était de nouveau en mauvais état. La Scituate Historical Society a affecté 6.500 dollars aux réparations. Le phare a été placé sur le Registre national des lieux historiques en 1988. En 1991, le phare a été allumé avec la lumière visible uniquement de la terre, puis le feu a été rendu visible de la mer en tant qu'aide privée à la navigation en 1994.
Des visites occasionnelles sont disponibles auprès de la Scituate Historical Society. La maison du gardien est une résidence privée. Le gardien actuel est Bob Gallagher, professeur d'histoire à la Marshfield High School à Marshfield, dans le Massachusetts.

## Description
Le phare  est une tour cylindrique en granit et brique, avec une galerie et une lanterne de 15 m de haut. La tour est peinte en blanc et la lanterne est verte. Il émet, à une hauteur focale de 15 m, un éclat blanc de 0.3 seconde par période de 15 secondes. Sa portée n'est pas connue.
Identifiant : ARLHS : USA-742 ; USCG : 1-12275 - Amirauté : J0363 .
|          |
| Le phare |

|          |
| Le phare |

### Lien connexe
- Liste des phares du Massachusetts